# 라가리스

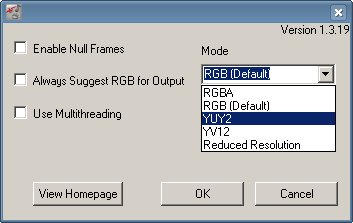
라가리스

라가리스(Lagarith, 래가리스)는 오픈 소스 무손실 영상 코덱이다. 벤 그린우드(Ben Greenwood)가 개발하였다. 다음과 같은 것들을 염두에 두고 설계 및 구현되었다:
- 속도: Huffyuv만큼은 빠르지 않다. 하지만 다른 무손실 영상 코덱들과 비교해서 인코딩 속도는 손색이 없다.[2][3] 하지만 디코딩 속도는 조금 느리다. 근래 버전은 멀티-프로세서 시스템의 병렬 특성을 지원하기 시작하였다.
- 색 공간 지원: 색 공간 변환 시 반올림 에러(rounding errors)가 발생할 수 있다. 데이터 손실이 발생할 수 있는데, 무손실 비디오 압축의 목적에 어긋나게 된다. 라가리스(Lagarith)는 YV12, YUY2, RGB 및 RGBA 색 공간들을 지원함으로써 이 문제를 해결하고 있다.
- 키프레임: 인터프레임 예측을 허용하지 않고 있다. 각각의 프레임은 각각 별도로 디코딩된다. 따라서 비디오 자르기(cutting), 합치기, 탐색하기(seeking)가 쉬워진다. Huffyuv보다 효율적일 뿐만 아니라, 상기 세 가지 장점도 갖고 있기 때문에, 라가리스는 비디오 편집 용도로 유용하게 쓰이고 있다.

현재 GNU 일반 공중 사용 허가서 2판을 따른다.